# 特殊価格
特殊価格（とくしゅかかく）とは、不動産の価格の種類の一つである。本項目においては、基本的に不動産鑑定評価基準による。ここでは、次のとおり定義される。
一般的に市場性を有しない不動産について、その利用現況等を前提とした不動産の経済価値を適正に表示する価格

## 特殊価格を求める場合
次のものについて、その保存等に主眼をおいて評価する場合が例示としてあげられる。不動産としての費用面（原価性）からの価値を求めるもので、文化財等としての価値を求めるものではない。
1. 文化財等の指定を受けた建築物
2. 宗教建築物
3. 現況による管理を継続する公共公益施設[3]の用に供されている不動産

鑑定評価報告書では、文化財の指定の事実等を明らかにしなければならないとされている。
上記のうち建物は、その敷地と一体として市場性を有しないものであり、土地・建物複合不動産の構成部分として評価されるものである（部分鑑定評価）。原価法による積算価格を標準として価格を求めるものとされる。
不動産鑑定評価基準においては、主に建物が掲載されているが、土地についても、一般的に売買の対象になじまない公共公益施設、墓地、文化財の敷地等を現況を前提とした価格を求める場合は（資産評価等）、特殊価格となる場合があるという議論もある。
一方で、上記例示に該当するものでも、その利用現況を前提としない経済価格を求める場合は、正常価格として求めうる場合もある。

## 関係項目

### 価格の他の種類
不動産鑑定評価基準総論第5章で定められている。特殊価格以外のいずれも、不動産の市場性を前提としている。
- 正常価格
- 限定価格
- 特定価格

### 賃料の種類
不動産鑑定評価基準総論第5章で定められている。特殊価格に相当する種類は定められていない。これは理論上はともかく実務上の要請が乏しいものと考えられる。
- 正常賃料
- 限定賃料
- 継続賃料